# 焦林义
焦林义（1920年11月—2005年6月20日），河北平山人。中华人民共和国地方官员，中共第九届中央候补委员，十届、十一届、十二届中央委员。
1937年12月加入中国共产党。中华人民共和国成立后历任中共湖北宜昌地委组织部长；广东粤东区委组织部长、第一书记；广州市副市长、市委第一书记、市革委会主任；广东省委常务书记；湖南省委书记（时设第一书记）、省人大常委主任；湖南省顾委副主任、广东省顾委副主任。2005年6月在广州去世。